# Премия Муз-ТВ
Ежего́дная национа́льная телевизио́нная пре́мия в о́бласти популя́рной му́зыки Муз-ТВ (более известная как Пре́мия Муз-ТВ) вручалась телеканалом Муз-ТВ с 2003 по 2021 годы и с 2024 года. Список номинантов формируется на основании решения экспертного жюри, затем на официальном сайте премии проводится зрительское голосование. Аналогичные музыкальные премии проходят и в других странах Европы, такие как «Грэммис» в Швеции, NRJ Music Awards во Франции и YUNA в Украине.
Церемония вручения проходила в СК «Олимпийский». В 2011 году была проведена также в Ледовом дворце Санкт-Петербурга. В 2015 году церемония вручения премии проходила в Астане.
Ежегодно церемония вручения музыкальных наград собирала десятки тысяч зрителей. Награждение сопровождалось концертным шоу с участием номинированных и приглашённых артистов, среди которых были звёзды из разных стран мира — Андреа Бочелли, Дженнифер Лопес, Кристина Агилера, Крейг Дэвид, Кэти Перри, Анастейша, Pussycat Dolls, Tokio Hotel, Робин Гибб, Брайн Ферри, 30 Seconds To Mars,Томас Нэвергрин, Ла Тойя Джексон, Араш, Гленн Моррисон, Ула Свенссон, US5, 50 Cent, PSY, Дан Балан, The Hardkiss, Роза Рымбаева, Александр Рыбак, DoReDos и другие.
В разные годы лауреатами премии становились Алла Пугачёва, София Ротару, Валерий Леонтьев, Жанна Агузарова, Парк Горького, Би-2, Земфира, Тату, Глюкоза, Serebro, Светлана Лобода, Валерий Меладзе, Вера Брежнева, A’Studio, Верка Сердючка, Каста, Филипп Киркоров, Дима Билан, Сергей Лазарев, Полина Гагарина, Егор Крид, Zivert, Niletto, Little Big, Jony, Anna Asti, Люся Чеботина, Мари Краймбрери и другие. Посмертно премии были удостоены Виктор Цой за вклад в рок-музыку, Децл за вклад в хип-хоп музыку и Жанна Фриске в специальной номинации «Легенда российской популярной музыки». Помимо наград за достижения в музыкальной индустрии вручалась специальная премия «За вклад в жизнь», среди обладателей которой Михаил Горбачёв. Среди почётных гостей премии были Шерон Стоун, Бай Лин и Келли Ху.
По сообщениям СМИ, в 2000-е и в 2010-е годы Премия Муз-ТВ считалась одной из главных музыкальных наград в России и странах СНГ, наряду с «Овацией», «Звуковой дорожкой» и «Золотым граммофоном».
В 2020 году премия не вручалась из-за пандемии коронавируса. В 2022 и 2023 годах из-за запрета выступлений многих отечественных и иностранных исполнителей на фоне военного конфликта на Украине и санкций вручение премии не проводилось. В 2024 году телеканал Муз-ТВ объявил о возобновлении проведения премии.

## Ведущие премии
| Ведущие            | Премия | Премия | Премия | Премия | Премия | Премия | Премия | Премия | Премия | Премия | Премия | Премия | Премия | Премия | Премия | Премия | Премия | Премия | Премия | Премия | Премия |
| Ведущие            | 2003   | 2004   | 2005   | 2006   | 2007   | 2008   | 2009   | 2010   | 2011   | 2012   | 2013   | 2014   | 2015   | 2016   | 2017   | 2018   | 2019   | 2021   | 2024   | 2025   |        |
| ------------------ | ------ | ------ | ------ | ------ | ------ | ------ | ------ | ------ | ------ | ------ | ------ | ------ | ------ | ------ | ------ | ------ | ------ | ------ | ------ | ------ | ------ |
| Аврора             |        |        |        |        |        |        |        |        |        |        |        |        |        |        |        |        |        |        |        |        |        |
| Лера Кудрявцева    |        |        |        |        |        |        |        |        |        |        |        |        |        |        |        |        |        |        |        |        |        |
| Оскар Кучера       |        |        |        |        |        |        |        |        |        |        |        |        |        |        |        |        |        |        |        |        |        |
| Андрей Малахов     |        |        |        |        |        |        |        |        |        |        |        |        |        |        |        |        |        |        |        |        |        |
| Маша Малиновская   |        |        |        |        |        |        |        |        |        |        |        |        |        |        |        |        |        |        |        |        |        |
| Николай Басков     |        |        |        |        |        |        |        |        |        |        |        |        |        |        |        |        |        |        |        |        |        |
| Тимати             |        |        |        |        |        |        |        |        |        |        |        |        |        |        |        |        |        |        |        |        |        |
| Сергей Лазарев     |        |        |        |        |        |        |        |        |        |        |        |        |        |        |        |        |        |        |        |        |        |
| Ксения Собчак      |        |        |        |        |        |        |        |        |        |        |        |        |        |        |        |        |        |        |        |        |        |
| Иван Ургант        |        |        |        |        |        |        |        |        |        |        |        |        |        |        |        |        |        |        |        |        |        |
| Вадим Галыгин      |        |        |        |        |        |        |        |        |        |        |        |        |        |        |        |        |        |        |        |        |        |
| Ольга Шелест       |        |        |        |        |        |        |        |        |        |        |        |        |        |        |        |        |        |        |        |        |        |
| Иван Охлобыстин    |        |        |        |        |        |        |        |        |        |        |        |        |        |        |        |        |        |        |        |        |        |
| Максим Галкин      |        |        |        |        |        |        |        |        |        |        |        |        |        |        |        |        |        |        |        |        |        |
| Вячеслав Манучаров |        |        |        |        |        |        |        |        |        |        |        |        |        |        |        |        |        |        |        |        |        |
| Яна Чурикова       |        |        |        |        |        |        |        |        |        |        |        |        |        |        |        |        |        |        |        |        |        |
| Рома Жёлудь        |        |        |        |        |        |        |        |        |        |        |        |        |        |        |        |        |        |        |        |        |        |
| Дмитрий Нагиев     |        |        |        |        |        |        |        |        |        |        |        |        |        |        |        |        |        |        |        |        |        |
| Анастасия Ивлеева  |        |        |        |        |        |        |        |        |        |        |        |        |        |        |        |        |        |        |        |        |        |
| Михаил Галустян    |        |        |        |        |        |        |        |        |        |        |        |        |        |        |        |        |        |        |        |        |        |
| Александр Ревва    |        |        |        |        |        |        |        |        |        |        |        |        |        |        |        |        |        |        |        |        |        |
| Владимир Маркони   |        |        |        |        |        |        |        |        |        |        |        |        |        |        |        |        |        |        |        |        |        |
| Клава Кока         |        |        |        |        |        |        |        |        |        |        |        |        |        |        |        |        |        |        |        |        |        |
| Лолита             |        |        |        |        |        |        |        |        |        |        |        |        |        |        |        |        |        |        |        |        |        |
| Mia Boyka          |        |        |        |        |        |        |        |        |        |        |        |        |        |        |        |        |        |        |        |        |        |

## Обзор нескольких номинаций
| 2003 | Филипп Киркоров | Алсу               | «Дискотека Авария» | «Ленинград»       | «Smash!!»          | «Мой рок-н-ролл» — «Би-2» и Чичерина       | «Простые движения» — «t.A.T.u»                | «Четырнадцать недель тишины» — Земфира | -                                                                                                   |
| 2004 | Валерий Меладзе | Валерия            | «ВИА Гра»          | «Звери»           | Глюк’оZa           | «Небо» — «Дискотека Авария»                | «Небо» — «Дискотека Авария»                   | «Ха-ра-шо!» — Верка Сердючка           | «ВИА Гра» и Валерий Меладзе — «Океан и три реки»                                                    |
| 2005 | Валерий Меладзе | Кристина Орбакайте | «ВИА Гра»          | «Звери»           | «Uma2rman»         | «Проститься» — «Uma2rman»                  | «Always on my mind» — Алсу                    | «Районы-кварталы» — «Звери»            | «ВИА Гра» и Валерий Меладзе — «Притяженья больше нет»                                               |
| 2006 | Валерий Меладзе | Кристина Орбакайте | «t.A.T.u.»         | «Звери»           | Сергей Лазарев     | «All About Us» — «t.A.T.u.»                | «All About Us» — «t.A.T.u.»                   | «А может это сон?...» — «Uma2rman»     | Николай Басков и Таисия Повалий — «Отпусти меня»                                                    |
| 2007 | Дима Билан      | Жанна Фриске       | «ВИА Гра»          | «Звери»           | МакSим             | «Never Let You Go» — Дима Билан            | «Малинки» — «Дискотека Авария» и Жанна Фриске | «Время-река» — Дима Билан              | «Малинки» — «Дискотека Авария» и Жанна Фриске                                                       |
| 2008 | Дима Билан      | МакSим             | «ВИА Гра»          | «Звери»           | «Потап и Настя»    | «Мой рай» — МакSим                         | «Поцелуи» — «ВИА Гра»                         | «Мой рай» — МакSим                     | Григорий Лепс и Ирина Аллегрова — «Я тебе не верю»                                                  |
| 2009 | Сергей Лазарев  | МакSим             | «БиС»              | «Звери»           | ―                  | «Believe» — Дима Билан                     | «Believe» — Дима Билан                        | «Ранетки» — «Ранетки»                  | Григорий Лепс и Стас Пьеха «Она не твоя»                                                            |
| 2010 | Дима Билан      | Валерия            | «А’Студио»         | «Би-2»            | Александр Рыбак    | «Обернись» — «Город 312» и Баста           | «Love You» — Тимати, Busta Rhymes и Mariya    | «The Boss» — Тимати                    | Ирина Дубцова и Полина Гагарина — «Кому, зачем?»                                                    |
| 2011 | Дима Билан      | Вера Брежнева      | «А’Студио»         | «Мумий Тролль»    | Артур Пирожков     | «Одиночество» — Слава                      | «I’m on You» — Тимати и «Diddy – Dirty Money» | «Electric Touch» — Сергей Лазарев      | Филипп Киркоров и Анна Нетребко — «Голос»                                                           |
| 2012 | Дима Билан      | Ёлка               | «Винтаж»           | «Звери»           | Макс Барских       | «Выше» — Нюша                              | «Снег» — Филипп Киркоров                      | «Голая» — «Градусы»                    | «Дискотека Авария» и Кристина Орбакайте — «Прогноз погоды»                                          |
| 2013 | Дима Билан      | Ани Лорак          | «Градусы»          | «Би-2»            | Полина Гагарина    | «Воспоминание» ― Нюша                      | «Москва» — «Винтаж» ft. DJ Smash              | «Co’N’Dorn» — Иван Дорн                | Валерий Меладзе и Вахтанг — «Свет уходящего солнца»                                                 |
| 2014 | Дима Билан      | Нюша               | «Serebro»          | «Звери»           | «Пицца»            | «Мало тебя» ― «Serebro»                    | «Не теряй меня» ― Валерия и Валерий Меладзе   | «Жить в кайф» ― Макс Корж              | «А’Студио» и Игорь Крутой — «Папа, мама»                                                            |
| 2015 | Филипп Киркоров | Ани Лорак          | «Serebro»          | «Звери»           | Егор Крид          | «Цунами» ― Нюша                            | «Ты моё счастье» ― Николай Басков             | «Начистоту» ― Emin                     | «ВИА Гра» и Мот — «Кислород»                                                                        |
| 2016 | Сергей Лазарев  | Полина Гагарина    | «Serebro»          | «Ленинград»       | Alekseev           | «Баклажан» ― Тимати feat. «Рекорд Оркестр» | «Не молчи» ― Дима Билан                       | «Не молчи» ― Дима Билан                | Григорий Лепс и Ани Лорак — «Уходи по-английски»                                                    |
| 2017 | Тимати          | LOBODA             | «Градусы»          | Наргиз            | Jah Khalib         | «You Are The Only One» ― Сергей Лазарев    | «В твоей голове» ― Дима Билан                 | «Разве ты любил» ― Ани Лорак           | Максим Фадеев и Наргиз — «Вдвоём»                                                                   |
| 2018 | Григорий Лепс   | LOBODA             | «Artik & Asti»     | «Ночные снайперы» | Элджей             | «Держи» ― Дима Билан                       | «Обезоружена» ― Полина Гагарина               | «В эпицеNтре» ― Сергей Лазарев         | Мот и Ани Лорак — «Сопрано»                                                                         |
| 2019 | Филипп Киркоров | LOBODA             | «Artik & Asti»     | «Ночные снайперы» | Zivert             | «Цвет настроения синий» ― Филипп Киркоров  | «Молния» ― Дима Билан                         | «The one» ― Сергей Лазарев             | Валерия и Егор Крид — «Часики» Филипп Киркоров и Егор Крид — «Цвет настроения чёрный»               |
| 2021 | Артур Пирожков  | Zivert             | «Little Big»       | -                 | «Dabro»            | «Комета» ― Jony                            | «El Problema» ― Morgenshtern & Тимати         | «7 (Part 1)» ― «Artik & Asti»          | Клава Кока и Niletto — «Краш»                                                                       |
| 2024 | Дима Билан      | ANNA ASTI          | «Три дня дождя»    | -                 | Xolidayboy         | «Царица» ― ANNA ASTI                       | Мот — «Случайности не случайны»               | «Царица» ― ANNA ASTI                   | «Винтаж», ТРАВМА, SKIDRI, DVRKLXGHT — «Плохая девочка» Люся Чеботина и Филипп Киркоров — «Королева» |
| 2025 | Сергей Лазарев  | Мари Краймбрери    | «Artik & Asti»     | -                 | «Комната культуры» | «Матушка» ― Татьяна Куртукова              | «It's My Life» ― Дима Билан и Мари Краймбрери | Мот — «Август навсегда»                | Джиган, «Artik & Asti», Niletto — «Худи»                                                            |

## Критика
Как список номинантов, так и церемония вручения премии Муз-ТВ — постоянные объекты критики в прессе. Отмечают, что год от года списки номинантов практически не менялись. Например, группа «Звери» получила премию как лучшая рок-группа шесть раз подряд. А такие исполнители, как Валерий Меладзе, Сергей Лазарев, Филипп Киркоров, Дима Билан — номинируются каждый год сразу на несколько категорий. Группа «Город 312» на одной премии была номинирована как «лучшая рок-группа», а через несколько лет — как «лучшая поп-группа». Группа «Ранетки» получила в 2009 году тарелку за альбом «Ранетки», вышедший в 2006 году.
Критиковали и организацию церемонии вручения, её режиссуру, качество звука и исполнение под фонограмму.
После премии 2012 года появились обвинения в подтасовке результатов. Многих артистов, в частности Филиппа Киркорова, обвинили в подкупе организаторов. На Муз-ТВ вышла программа «Премия Муз-ТВ#давайдосвидания», в финале которой было объявлено, что «Премия Муз-ТВ 2012» стала последней, и проект окончательно закрывается. Позднее музыкальный директор Муз-ТВ Арман Давлетяров заявил о том, что вопрос о закрытии проекта не поднимался и следующая Премия Муз-ТВ прошла 7 июня 2013 года в СК Олимпийский.
По мнению журналиста и музыкального критика Артемия Троицкого «Прорывом года» в 2012 году Премия Муз-ТВ должна была признать панк-группу Pussy Riot.
Критическое мнение о премии высказывала певица Татьяна Анциферова.
Диана Арбенина критиковала премию за отсутствие номинации для рок-музыкантов в 2021 году.

## 2003
Дата проведения: 5 июня 2003 года, СК «Олимпийский».
Ведущим премии были Аврора, Лера Кудрявцева и Оскар Кучера
Лауреатами I ежегодной национальной телевизионной премии в области популярной музыки «Муз-ТВ 2003» стали:
- Лучший танцевальный проект: Дискотека Авария
- Прорыв года: Smash!!
- Лучшая поп-группа: Дискотека Авария
- Лучшая рок-группа: «Ленинград»
- Лучшее видео: «Простые движения» — t.A.T.u.
- Лучшая песня: «Мой рок-н-ролл» — «Би-2» и Чичерина
- Лучший альбом: «Четырнадцать недель тишины» — Земфира
- Лучший исполнитель: Филипп Киркоров
- Лучшая исполнительница: Алсу

Специальные призы:
- За вклад в развитие популярной музыки: Валерий Леонтьев
- Танцевальный проект десятилетия: «Руки Вверх!»
- За наиболее европейскую песню: Smash!!

## 2004
Дата проведения: 4 июня 2004 года, СК «Олимпийский».
Ведущими премии были Андрей Малахов, Оскар Кучера и Маша Малиновская
Лауреатами II ежегодной национальной телевизионной премии в области популярной музыки «Муз-ТВ 2004» стали:
- Лучшая песня: «Небо» — «Дискотека Авария»
- Лучший дуэт: «ВИА Гра» и Валерий Меладзе — «Океан и три реки»
- Лучшая поп-группа: «ВИА Гра»
- Лучшая рок-группа: «Звери»
- Лучшее видео: «Небо» — «Дискотека Авария»
- Лучшее концертное шоу: Итоговые концерты «Фабрики Звёзд»
- Лучший альбом: «Ха-ра-шо!» — Верка Сердючка
- Прорыв года: Глюк’oZa
- Лучший исполнитель: Валерий Меладзе
- Лучшая исполнительница: Валерия

Специальные призы:
- За вклад в развитие популярной музыки: София Ротару
- За вклад в развитие рок-музыки: «ЧайФ»

## 2005
Дата проведения: 3 июня 2005 года, СК «Олимпийский».
Ведущими премии были Лера Кудрявцева, Аврора, Николай Басков и Оскар Кучера
Лауреатами III ежегодной национальной телевизионной премии в области популярной музыки «Муз-ТВ 2005» стали:
- Лучший рингтон: Серёга — «Чёрный бумер» (номинанты: Сергей Шнуров — «Мобильник», Triplex — «Бригада»)
- Лучший танцевальный проект: Hi-Fi (номинанты: DJ Грув, Reflex)
- Лучшее видео: «Always on my mind» — Алсу (номинанты: «Снег идёт» — Глюк’oZa, «Проститься» — Uma2rmaН)
- Лучший дуэт: «ВИА Гра» и Валерий Меладзе — «Притяженья больше нет» (номинанты: Надежда Кадышева и Антон Зацепин — «Широка река», Борис Моисеев и Людмила Гурченко — «Петербург-Ленинград»)
- Прорыв года: Uma2rmaH (номинанты: Ирина Дубцова, Серёга)
- Лучший альбом: «Районы-кварталы» — Звери (номинанты: «Жениха хотела» — Верка Сердючка, «В городе N» — Uma2rmaН)
- Лучшее концертное шоу: Звери — 11 декабря 2004 года в (СК «Олимпийский») (номинанты: Итоговый концерт «Фабрика звёзд 4» в СК «Олимпийский», Uma2rmaН в МХАТ им. М.Горького)
- Лучшая песня: «Проститься» — Uma2rmaH (номинанты: «На берегу неба» — Дима Билан, «Снег идёт» — Глюк’oZa)
- Лучшая рок-группа: «Звери» (номинанты: «Би-2», Земфира)
- Лучшая поп-группа: «ВИА Гра» (номинанты: Глюк’oZa, «Дискотека Авария»)
- Лучший исполнитель: Валерий Меладзе (номинанты: Дима Билан, Андрей Данилко)
- Лучшая исполнительница: Кристина Орбакайте (номинанты: Алсу, Земфира)

Специальные призы:
- За вклад в развитие популярной музыки: Олег Газманов
- За вклад в развитие рок-музыки: Вячеслав Бутусов
- Золотая звезда «Авторадио»: София Ротару

## 2006
Дата проведения: 2 июня 2006 года, СК «Олимпийский».
Специальные гости премии: 50 Cent, t.A.T.u. и US5.
Ведущими премии были Тимати, Маша Малиновская, Лера Кудрявцева, Николай Басков
Лауреатами IV ежегодной национальной телевизионной премии в области популярной музыки «Муз-ТВ 2006» стали:
- Лучший танцевальный проект: DJ Грув
- Лучший дуэт: Николай Басков и Таисия Повалий — «Отпусти меня»
- Лучший хип-хоп-проект: Каста
- Лучший рингтон: X-Mode & DJ Нил — «Animals»
- Прорыв года: Сергей Лазарев
- Лучшее концертное шоу: X церемония вручения премии Золотой граммофон "
- Лучшее видео: «All About Us» — t.A.T.u.
- Лучший альбом: «А может это сон?...» — Uma2rmaH
- Лучшая песня: «All About Us» — t.A.T.u.
- Лучшая поп-группа: t.A.T.u.
- Лучшая рок-группа: Звери
- Лучший исполнитель: Валерий Меладзе
- Лучшая исполнительница: Кристина Орбакайте

Специальные призы:
- За вклад в развитие популярной музыки: Алла Пугачёва
- За вклад в развитие рок-музыки: Гарик Сукачёв

## 2007
Дата проведения: 1 июня 2007 года, СК «Олимпийский».
Специальные гости премии: Christina Aguilera, Tokio Hotel и The Pussycat Dolls.
Ведущими премии были Лера Кудрявцева, Сергей Лазарев и Ксения Собчак.
Лауреатами V ежегодной национальной телевизионной премии в области популярной музыки «Муз-ТВ 2007» стали:
- Прорыв года: МакSим
- Лучший рингтон: МакSим — «Нежность»
- Лучший хип-хоп проект: «Банд’Эрос»
- Лучшее концертное шоу: XI церемония вручения премии «Золотой граммофон»
- Лучший дуэт: «Дискотека Авария» и Жанна Фриске — «Малинки, малинки»
- Лучший альбом: «Время-река» — Дима Билан
- Лучшее видео: «Малинки, малинки» — «Дискотека Авария» и Жанна Фриске
- Лучшая песня: «Так устроен этот мир/Never let you go» — Дима Билан
- Лучшая рок-группа: «Звери»
- Лучшая поп-группа: «ВИА Гра»
- Лучшая исполнительница: Жанна Фриске
- Лучший исполнитель: Дима Билан

Специальные призы:
- За вклад в развитие популярной музыки: Филипп Киркоров
- За вклад в развитие рок-музыки: Виктор Цой — посмертно. Приз вручён отцу Виктора Цоя.

Также были награждены сёстры Анастасия и Мария Толмачёвы за победу России в Детском конкурсе песни Евровидение 2006.

## 2008
Дата проведения: 6 июня 2008 года, СК «Олимпийский».
Специальные гости премии: 30 Seconds To Mars, Jennifer Lopez, Morandi, Robin Gibb.
Ведущими премии были Ксения Собчак и Иван Ургант.
Лауреатами VI ежегодной национальной телевизионной премии в области популярной музыки «Муз-ТВ 2008» стали:
- Лучшая песня: «Мой рай» — МакSим
- Лучший исполнитель: Дима Билан
- Лучшая исполнительница: МакSим
- Лучший дуэт: Григорий Лепс и Ирина Аллегрова — «Я тебе не верю»
- Лучшая поп-группа: ВИА Гра
- Лучшая рок-группа: Звери
- Лучший хип-хоп-проект: Банд'Эрос
- Лучшее видео: «Поцелуи» — ВИА Гра
- Лучшее концертное шоу: XII церемония вручения премии «Золотой граммофон»,
- Лучший альбом: «Мой рай» — МакSим
- Прорыв года: Потап и Настя Каменских
- Лучший рингтон: «Невозможное-возможно» — Дима Билан

Специальные призы:
- За вклад в развитие рок-музыки: Парк Горького
- За вклад в развитие популярной музыки: Браво
- За вклад в современную музыкальную индустрию — Robin Gibb (Bee Gees)
- За лучшие продажи — МакSим

## 2009
Дата проведения: 5 июня 2009 года, СК «Олимпийский».
Специальные гости премии: Katy Perry, Ysa Ferrer, Danny Saucedo, Sum 41, Lara Fabian, Bryan Ferry.
Ведущими премии были Вадим Галыгин и Ольга Шелест.
Лауреатами VII ежегодной национальной телевизионной премии в области популярной музыки «Муз-ТВ 2009» стали:
- Лучший исполнитель: Сергей Лазарев
- Лучшая исполнительница: МакSим
- Лучшая песня: «Believe» — Дима Билан
- Лучшее видео: «Believe» — Дима Билан
- Лучший альбом: «Ранетки» — Ранетки
- Лучший саундтрек: «Ангелы» — Ранетки, OST «Ранетки»
- Лучший хип-хоп-проект: Бумбокс
- Лучшая поп-группа: БиС
- Лучшая рок-группа: Звери
- Лучший дуэт: «Она не твоя» — Стас Пьеха и Григорий Лепс

Специальные призы:
- За вклад в развитие отечественной музыки: Александр Градский
- За вклад в мировую музыкальную индустрию: Bryan Ferry

## 2010
Дата проведения: 11 июня 2010 года, СК «Олимпийский».
Специальные гости премии: Flyleaf, The Exies, Dan Balan, Anastacia, La Toya Jackson. Лидера ЛДПР Владимира Жириновского приглашали вручить приз Александру Рыбаку.
Ведущими премии были Ксения Собчак и Иван Ургант.
Лауреатами VIII ежегодной национальной телевизионной премии в области популярной музыки «МУЗ-ТВ 2010» стали:
- Лучший исполнитель: Дима Билан
- Лучшая исполнительница: Валерия
- Лучший альбом: «The Boss» — Тимати
- Лучший хип-хоп-проект: Тимати
- Лучшее видео: «Love You» — Тимати, Busta Rhymes и Mariya
- Лучшая поп-группа: A'Studio
- Лучшая рок-группа: Би-2
- Лучшая песня: «Обернись» — Город 312 и Баста
- Прорыв года: Александр Рыбак
- Лучший дуэт: Полина Гагарина и Ирина Дубцова — «Кому, зачем?»
- Лучший саундтрек «Просто подари» — Филипп Киркоров (OST «Любовь в большом городе»)

Специальные призы:
- За вклад в развитие отечественной музыки: Юрий Антонов
- За вклад в мировую музыкальную индустрию: Michael Jackson — посмертно. Приз вручён сестре певца La Toya Jackson.

## 2011
Даты проведения: 3 июня 2011 года, СК «Олимпийский» (Москва) и 5 июня 2011 года, «Ледовый дворец» (Санкт-Петербург).
Специальные гости премии: Tokio Hotel, Земфира, Arash, Helena, Craig David, Ell и Nikki, Sharon Stone.
Ведущими премии были Ксения Собчак и Иван Охлобыстин.
Лауреатами IX ежегодной национальной телевизионной премии в области популярной музыки «МУЗ-ТВ 2011» стали:
- Лучшая песня: «Одиночество» — Слава
- Лучшее видео: «I’m on You» — Тимати и группа Diddy — Dirty Money
- Прорыв года: Артур Пирожков
- Лучшая поп-группа: A'Studio
- Лучшая рок-группа: Мумий Тролль
- Лучший хип-хоп-проект: Guf
- Лучший дуэт: Филипп Киркоров и Анна Нетребко — «Голос»
- Лучший саундтрек: «Струны» — Филипп Киркоров (OST «Любовь в большом городе 2»)
- Лучший альбом: «Electric Touch» — Сергей Лазарев
- Лучшая исполнительница: Вера Брежнева
- Лучший исполнитель: Дима Билан

Специальные призы:
- За вклад в развитие отечественной музыки: Иосиф Кобзон
- За вклад в жизнь: Елизавета Глинка

## 2012. 10 лет
Дата проведения: 1 июня 2012 года, СК «Олимпийский».
Ведущими премии были Максим Галкин, Лера Кудрявцева и Вячеслав Манучаров.
Лауреатами X ежегодной национальной телевизионной премии в области популярной музыки «МУЗ-ТВ 2012» стали:
- Лучшая песня: «Выше» — Нюша
- Лучшее видео: «Снег» — Филипп Киркоров
- Лучший альбом: «Голая» — Градусы
- Прорыв года: Макс Барских
- Лучшая поп-группа: Винтаж
- Лучший хип-хоп-проект: Банд'Эрос
- Лучшая рок-группа: Звери
- Лучшее концертное шоу: Филипп Киркоров — «ДруGOY» (Государственный Кремлёвский дворец)
- Лучший дуэт: Дискотека Авария и Кристина Орбакайте — «Прогноз погоды»
- Лучшая исполнительница: Ёлка
- Лучший исполнитель: Дима Билан

Специальные призы:
- За вклад в развитие музыкальной индустрии: Игорь Крутой
- Лучшая концертная площадка: СК «Олимпийский»
- За вклад в жизнь: Михаил Горбачёв
- Лучшая исполнительница десятилетия: Земфира
- Лучший исполнитель десятилетия: Филипп Киркоров

## 2013. Перезагрузка
Дата проведения: 7 июня 2013 года, СК «Олимпийский».
Специальные гости премии: PSY, Craig David, The Hardkiss
Ведущими премии были Максим Галкин, Лера Кудрявцева, Яна Чурикова и Рома Жёлудь.
Лауреатами XI ежегодной национальной телевизионной премии в области популярной музыки «МУЗ-ТВ 2013» стали:
- Лучшее видео: «Москва» — Винтаж ft. DJ Smash
- Лучший дуэт: Валерий Меладзе и Вахтанг — «Свет уходящего солнца»
- Лучшая рок-группа: Би-2
- Лучшее концертное шоу: Алла Пугачёва — «Рождественские встречи»
- Лучший альбом: Иван Дорн — «Co’N’Dorn»
- Лучший хип-хоп-проект: Каста
- Прорыв года: Полина Гагарина
- Лучшая поп-группа: Градусы
- Лучшая песня: Нюша — «Воспоминание»
- Лучшая исполнительница: Ани Лорак
- Лучший исполнитель: Дима Билан

Специальные призы:
- За вклад в развитие музыкальной индустрии: Жанна Агузарова
- За вклад в жизнь: Владимир Познер
- Мировой прорыв года: PSY

## 2014. Эволюция
Дата проведения: 6 июня 2014 года, СК «Олимпийский».
Специальные гости премии: Ola и Craig David.
Ведущими премии были Максим Галкин, Ксения Собчак, Андрей Малахов, Лера Кудрявцева.
Лауреатами премии Муз-ТВ 2014 стали:
- Прорыв года: Пицца
- Лучшая исполнительница: Нюша
- Лучший исполнитель: Дима Билан
- Лучшее видео: Валерия и Валерий Меладзе — «Не теряй меня»
- Лучшая песня: «Серебро» — «Мало тебя»
- Лучший альбом: Макс Корж — «Жить в кайф»
- Лучший дуэт: «А-Студио» и Игорь Крутой — «Папа, мама»
- Лучшая поп-группа: «Серебро»
- Лучшая рок-группа: «Звери»
- Лучший хип-хоп проект: Джиган
- Лучшее концертное шоу: Сергей Лазарев — «Лазарев»

Специальные призы:
- За вклад в музыкальную индустрию — Игорь Николаев
- За вклад в жизнь — Евгений Плющенко

## 2015. Гравитация
Дата проведения: 5 июня 2015 года, «Астана Арена».
Ведущими премии были: Максим Галкин, Ксения Собчак, Лера Кудрявцева, Андрей Малахов.
Специальные гости премии: Arash, Helena.
Лауреатами премии Муз-ТВ 2015 стали:
- Прорыв года: Егор Крид
- Лучший хип-хоп проект: Джиган
- Лучшая песня: Нюша — «Цунами»
- Лучшая песня на иностранном языке: Alien24 — «Wally»
- Лучшая поп-группа: Serebro
- Лучшая рок-группа: «Звери»
- Лучшее концертное шоу: Дима Билан — 33 (КЗ «Крокус Сити Холл»)
- Лучший дуэт: «ВИА Гра» и Мот — «Кислород»
- Лучший альбом: Emin — «Начистоту»
- Лучшее видео: Николай Басков и Софи — «Ты моё счастье»
- Лучшее женское видео: Анита Цой — «Мой воздух, моя любовь»
- Лучшее мужское видео: Сергей Лазарев — «7 цифр»
- Лучшая исполнительница: Ани Лорак
- Лучший исполнитель: Филипп Киркоров

Специальные призы:
- За вклад в развитие музыкальной индустрии — Николай Басков
- За вклад в развитие музыкальной индустрии Казахстана — Роза Рымбаева
- За вклад в развитие музыкальной индустрии России и Казахстана (посмертно) — Батырхан Шукенов
- За вклад в жизнь — Нурсултан Назарбаев
- Лучший артист года Казахстана — Кайрат Нуртас
- Мировой прорыв — «Астана-балет»
- Лучшая исполнительница десятилетия — Валерия
- Лучшая группа десятилетия — «А’Студио»

## 2016. Энергия Будущего
Дата проведения: 10 июня 2016 года, СК «Олимпийский»
Ведущими премии были: Максим Галкин, Ксения Собчак, Лера Кудрявцева, Дмитрий Нагиев.
Лауреатами премии Муз-ТВ 2016 стали:
- Лучшее видео: Дима Билан — «Не молчи»
- Лучший рок-исполнитель: «Ленинград»
- Лучший альбом: Дима Билан — «Не молчи»
- Лучшая песня: Тимати feat. «Рекорд Оркестр» — «Баклажан»
- Лучший хип-хоп проект: Баста
- Лучшая поп-группа: Serebro
- Лучший дуэт: Григорий Лепс и Ани Лорак — «Уходи по-английски»
- Прорыв года: Alekseev
- Лучшая песня на иностранном языке: Emin — «Boomerang»
- Лучшее мужское видео: Тимати feat. «Рекорд Оркестр» — «Баклажан»
- Лучшее женское видео: Анита Цой — «Без вещей»
- Лучшее концертное шоу: Данила Козловский — «Большая мечта обыкновенного человека»/Большой театр
- Лучшая исполнительница: Полина Гагарина
- Лучший исполнитель: Сергей Лазарев

Специальные призы:
- Мировой прорыв года — Сергей Лазарев
- За вклад в жизнь — Лео Бокерия
- Композитор десятилетия — Максим Фадеев
- За вклад в развитие музыкальной индустрии — Байгали Серкебаев

## 2017. 15 лет
Дата проведения: 9 июня 2017 года, СК «Олимпийский»
Ведущими премии были: Максим Галкин, Ксения Собчак, Лера Кудрявцева, Дмитрий Нагиев
Специальные гости премии: Андреа Бочелли
Лауреатами премии Муз-ТВ 2017 стали:
- Лучшая песня: Сергей Лазарев — «You Are The Only One»
- Лучшая песня на иностранном языке: «Серебро» — «Chocolate»
- Лучшая поп-группа: Градусы
- Лучший рок-исполнитель: Наргиз
- Лучший исполнитель: Тимати
- Лучшая исполнительница: LOBODA
- Лучшее женское видео: Нюша — «Целуй»
- Лучшее мужское видео: Егор Крид — «Мне нравится»
- Лучшее концертное шоу: Филипп Киркоров — «Я»
- Лучший альбом: Ани Лорак — «Разве ты любил»
- Лучшая песня 15-летия: Руки Вверх — «Крошка моя»
- Лучшее видео: Дима Билан — «В твоей голове»
- Лучший дуэт: Максим Фадеев и Наргиз — «Вдвоём»
- Лучший хип-хоп проект: Мот
- Прорыв года: Jah Khalib

Специальные призы:
- За вклад в развитие музыкальной индустрии — Леонид Агутин
- За вклад в жизнь — Светлана Немоляева
- Композитор десятилетия — Константин Меладзе
- За лучший международный дуэт — Андреа Бочелли и Зара

## 2018. Трансформация
Дата проведения: 8 июня 2018 года, СК «Олимпийский»
Ведущими премии были: Максим Галкин, Анастасия Ивлеева, Ксения Собчак, Дмитрий Нагиев.
Лауреатами премии Муз-ТВ 2018 стали:
- Лучшая песня: Дима Билан — «Держи»
- Лучшая поп-группа: Artik & Asti
- Лучший рок-исполнитель: Диана Арбенина и Ночные снайперы
- Лучший исполнитель: Григорий Лепс
- Лучшая исполнительница: LOBODA
- Лучшее женское видео: Зара — «Мир вашему дому»
- Лучшее мужское видео: Егор Крид — «Потрачу»
- Лучшее концертное шоу: А’Студио — «30 лет» (Crocus City Hall)
- Лучший альбом: Сергей Лазарев — «В эпицеNтре»
- Лучшее видео: Полина Гагарина — «Обезоружена»
- Лучший дуэт: Мот и Ани Лорак — «Сопрано»
- Лучший хип-хоп проект: Джиган
- Прорыв года: Элджей
- Лучшая песня рунета: Ольга Бузова — «Мало половин»

Специальные призы:
- За вклад в жизнь — Юрий Николаев
- Композитор десятилетия — Виктор Дробыш
- За вклад в развитие популярной музыки — Валерия

## 2019. Музыка объединяет
Дата проведения: 7 июня 2019 года, Мегаспорт
Ведущими премии были: Ксения Собчак, Максим Галкин, Лера Кудрявцева, Михаил Галустян, Александр Ревва.
Лауреатами премии Муз-ТВ 2019 стали:
- Лучшее видео: Дима Билан — «Молния»
- Лучшее мужское видео: Артур Пирожков — «Чика»
- Лучшее женское видео: Полина Гагарина — «Выше головы»
- Лучший альбом: Сергей Лазарев — «The one»
- Прорыв года: Zivert
- Лучшее концертное шоу: Ани Лорак — «DIVA» (СК Олимпийский)
- Трендсеттер Яндекс. Эфира: Егор Крид
- Лучшая исполнительница: Светлана Лобода
- Лучший исполнитель: Филипп Киркоров
- Лучшая песня на иностранном языке: MALFA — So Long
- Лучший хип-хоп проект: Джиган
- Лучший дуэт: Валерия feat. Егор Крид — Часики, Филипп Киркоров feat. Егор Крид — Цвет настроения чёрный
- Лучший рок-исполнитель: Диана Арбенина и Ночные снайперы
- Лучшая поп-группа: Artik & Asti
- Лучшая песня: Филипп Киркоров — Цвет настроения синий

Специальные призы:
- Лучший продюсер десятилетия — Иосиф Пригожин
- Лучший исполнитель десятилетия — Стас Михайлов
- Любимый артист «Woman.ru» — Егор Крид
- За вклад в развитие популярной музыки — Лолита
- За вклад в продвижение российской музыкальной культуры на международной сцене — Сергей Лазарев
- За вклад в развитие хип-хоп музыки — Децл (посмертно). Награду получил его отец — Александр Толмацкий

## 20/21. Начало света
Дата проведения: 4 июня 2021 года, Мегаспорт.
Ведущими премии были: Ксения Собчак, Анастасия Ивлеева, Александр Ревва, Дмитрий Нагиев.
Номинации:
- Лучшее видео: Morgenshtern & Тимати — «El Problema»
- Лучшее мужское видео: Егор Крид — «Сердцеедка»
- Лучшее женское видео: LOBODA — «moLOko»
- Лучший альбом: Artik & Asti — «7 (Part 1)»
- Прорыв года: Dabro
- Лучшая исполнительница: Zivert
- Лучший исполнитель: Александр Ревва
- Лучшая группа: Little Big
- Лучшая песня: Jony — «Комета»
- Коллаборация года: Клава Кока & Niletto — «Краш»

Специальные призы:
- За вклад в развитие музыкальной индустрии — Илья Лагутенко
- Артист 25-летия — Дима Билан
- За вклад в развитие нового поколения артистов — Филипп Киркоров
- Группа 25-летия — Руки Вверх!

## 2022/2023. Новая эра (отменена)
Церемония изначально должна была состояться 3 июня 2022 года на «ЦСКА Арена», однако 17 марта 2022 года, на фоне вторжения России на Украину пресс-служба МУЗ-ТВ объявила о переносе премии на неопределенный срок.

В 2023 году премия должна была пройти (ориентировочно) 2 июня 2023 года, на той же площадке. 18 февраля 2023 года Дмитрий Нагиев отказался выступить в роли ведущего, сославшись на то, что на данный момент неуместно проводить данное мероприятие.
Я благодарю концерн МУЗ-ТВ за предложение провести в этом году церемонию награждения. Спасибо большое за доверие, видимо, в этот раз — нет. Но придет время, мы поработаем и наградим действительно лучших музыкантов. А пока, как говорил мой дед: «Шиш вам, а не ярмарка меда в Лужниках» — Дмитрий Нагиев
В итоге премия 2023 года не состоялась. До конца 2023 года руководство МУЗ-ТВ не комментировало дальнейшую судьбу премии. В начале 2024 года неожиданно было объявлено о возрождении премии.

## 2024. Возвращение
Дата проведения: 14 июня 2024 года, ЦСКА Арена.
Ведущими премии были: Владимир Маркони, Лера Кудрявцева, Клава Кока, Лолита, Николай Басков.
Номинации:
- Лучшее видео: Мот — «Случайности не случайны»
- Лучший альбом: ANNA ASTI — «Царица»
- Прорыв года: Xolidayboy
- Лучшая исполнительница: ANNA ASTI
- Лучший исполнитель: Дима Билан
- Лучший в сети: Клава Кока
- Лучшая группа: Три дня дождя
- Лучшая песня: ANNA ASTI — «Царица»
- Лучшая коллаборация: Винтаж, ТРАВМА, SKIDRI, DVRKLXGHT — «Плохая девочка» и Люся Чеботина & Филипп Киркоров — «КОРОЛЕВА»
- Лучшее танцевальное видео: Filatov & Karas
- Лучшее лирическое видео: Мари Краймбрери — «Случилась осень»
- Лучшая Cover-версия: INSTASAMKA, Лолита — «На Титанике»
- Лучшее концертное шоу: Руки Вверх! — «Лужники»

Специальные призы:
- Новая легенда — SHAMAN
- Легенда вне времени — Жанна Агузарова
- За вклад в развитие культуры — Игорь Крутой
- Легенда российской популярной музыки — Жанна Фриске (посмертно). Награду получил отец певицы
- Музыкальное открытие RUTUBE — IVAN

## 2025. Легенда
Дата проведения: 7 июня 2025 года, Live Арена.
Ведущими премии были: Владимир Маркони, Лера Кудрявцева, Яна Чурикова, Mia Boyka, Николай Басков.
Номинации:
- Лучшее видео: Дима Билан & Мари Краймбрери — «It’s My Life»
- Лучшее танцевальное видео: Люся Чеботина — «ЗА БЫВШЕГО»
- Прорыв года: Комната культуры
- Лучшая группа: Artik & Asti
- Лучшая коллаборация: Джиган, Artik & Asti, Niletto — «Худи»
- Лучший альбом: Мот — «АВГУСТ НАВСЕГДА»
- Лучшая Cover-версия: Три дня дождя, Тося Чайкина — «Земля» и Филипп Киркоров — «Фиолетовая вата»
- Лучший сольный концерт: Полина Гагарина — «НАВСЕГДА» (Лужники)
- Лучшее лирическое видео: Akmal' — «Раневская»
- Лучшая песня: Татьяна Куртукова — «Матушка»
- Лучший в сети: Ваня Дмитриенко
- Лучшая исполнительница: Мари Краймбрери
- Лучший исполнитель: Сергей Лазарев

Специальные призы:
- Легендарная группа — Иванушки International
- Легендарный композитор — Игорь Крутой
- Выбор VK Музыки — Toxi$
- Легендарный поэт — Михаил Гуцериев
- Легендарный продюсер — Яна Рудковская
- Легенда времени — Андрей Губин
- За вклад в развитие российской музыки — Николай Басков
- Рок-легенда — Вадим Самойлов
- Легендарная исполнительница — Лолита
- Легендарная рок-группа — Звери
- Легендарный исполнитель — Дима Билан
- Легенда шоу-бизнеса — Дискотека Авария

## Лидеры по числу побед
Больше всего премий Муз-ТВ за все время вручения получили:
- Дима Билан — 23
- Филипп Киркоров — 15
- Сергей Лазарев — 12
- «Звери» — 12
- ВИА Гра — 8
- МакSим — 7
- «Дискотека Авария» — 8
- Валерий Меладзе — 7
- Тимати — 7
- Егор Крид — 6
- Валерия — 6
- Ани Лорак — 6
- Полина Гагарина — 6

Больше всего премий за один год:
- МакSим — 4 (2008)
- «Звери» — 3 (2005)
- t.A.T.u. — 3 (2006)
- Дима Билан — 3 (2007)
- Жанна Фриске — 3 (2007)
- Тимати — 3 (2010)
- Филипп Киркоров — 3 (2012, 2019)
- Егор Крид — 3 (2019)
- ANNA ASTI — 3 (2024)